# Mathias skal i skole
|  | Denne artikel er oprettet af botten PalnaBot ud fra en ekstern database. Den kan derfor have sproglige fejl eller mangler. Denne skabelon kan fjernes efter kontrol af indholdet. |

Mathias skal i skole er en børnefilm instrueret af Lars Gudmund Hansen efter eget manuskript.

## Handling
Mathias er 6 år og skal begynde i børnehaveklasse til sommer, men hans bedste ven skal ikke med, for han skal flytte. Kan man så finde nogle nye venner? Og skal man kunne læse, når man kommer i skole? Og driller de store børn i skolegården? Der er nok at tænke over, men Mathias glæder sig alligevel. For når man skal i skole, så er man rigtig stor! Springet fra børnehave til skole er den største forandring i mange små børns liv. Fra at være de største til at blive de mindste. Fra de voksnes favn til skolegårdens junglelov. Fra fri leg til målrettet læring med numsen placeret på en stol. En film for alle, der skal i skole eller lige er kommet det, og for deres familie og pædagoger, der selv har været børn en gang.